# Parafissurina
Parafissurina es un género de foraminífero bentónico de la Subfamilia Parafissurininae, de la Familia Ellipsolagenidae, de la Superfamilia Polymorphinoidea, del Suborden Lagenina y del Orden Lagenida. Su especie-tipo es Lagena ventricosa. Su rango cronoestratigráfico abarca desde el Luteciense (Eoceno medio) hasta la Actualidad.

## Discusión
Clasificaciones previas incluían Parafissurina en la Superfamilia Nodosarioidea.

## Clasificación
Se han descrito numerosas especies de Parafissurina. Entre las especies más interesantes o más conocidas destacan:
- Parafissurina ventricosa

Un listado completo de las especies descritas en el género Parafissurina puede verse en el siguiente anexo.